# Begonia orchidiflora
Espèce
Begonia orchidiflora est une espèce de plantes de la famille des Begoniaceae.
Elle a été décrite en 1848 par William Griffith (1810-1845).

## Répartition géographique
Cette espèce est originaire du pays suivant : Inde.